# Karl Solhardt
Karl Solhardt (* 29. September 1896 in Pottschach, Niederösterreich; † 1986 in Lochau, Vorarlberg) war von 1938 bis 1945 Bürgermeister von Bregenz. Er lebte ab 1921 in Bregenz und galt als Nationalsozialist der ersten Stunde. Er trat zum 3. Oktober 1927 der NSDAP bei (Mitgliedsnummer 54.652) und war von 1934 bis 1938 Ortsgruppenleiter. Solhardt plante als Ortsgruppenleiter die Entführung eines vermeintlichen nationalsozialistischen Denunzianten nach Lindau. Bei dieser Aktion kam es in der Nacht vom 10. auf den 11. März 1933 in Lochau zu einem Feuergefecht, bei dem während eines Handgemenges ein Heimwehrmann erschossen wurde. Wegen Beteiligung an dem versuchten Menschenraub wurden sechs Personen verurteilt.
Während des Verbots der NSDAP in Österreich ab Juni 1933 war er als „Illegaler“ stadtbekannt. Vor der Besetzung von Bregenz durch die französische Armee floh er aus der Stadt und stellte sich etwa eine Woche später in Egg den französischen Behörden. 

## Nachkriegszeit
1948 wurde Solhardt vom Innsbrucker Volksgerichtshof "wegen Hochverrates und Mißhandlungen von Häftlingen zu vier Jahren schweren Kerkers und Vermögensverfall verurteilt"
1976 überbrachte der Bregenzer Bürgermeister (SPÖ) Altbürgermeister Solhardt persönlich Glückwünsche und einige Geschenke namens der Stadt (Bregenz aktuell 8 (1976) 5, S. 20).
Solhardts Porträt wurde im Jahr 2005, nach einer öffentlichen Debatte, aus der Galerie der Bürgermeisterporträts der Stadt Bregenz entfernt.